# Lock 'n' Chase
Lock 'n' Chase (ロック・ン・チェイス) est un jeu vidéo de labyrinthe développé et édité par Data East, sorti en 1981 sur borne d'arcade, puis porté sur Apple II, Atari 2600, Intellivision et Game Boy. Des versions IBM PC et Aquarius ont été annoncées mais n'ont jamais été commercialisées.

## Système de jeu
Il s'agit d'un clone de Pac-Man. Le joueur incarne un voleur (Lupin) qui doit ramasser des pièces d'or et des trésors dans un labyrinthe, en évitant les quatre policiers (Stiffy, Smarty, Scaredy et Silly) qui lui courent après. Il lui est possible de verrouiller des portes pour changer la configuration du labyrinthe et semer les policiers.

## Développement

### Intellivision
L'adaptation Intellivision est le premier jeu issu de la collaboration entre Data East et Mattel pour la conversion de titres d'arcade sur console de salon. Elle se poursuivra avec Bump 'n' Jump, BurgerTime... ainsi qu'avec INTV (Commando, Diner).
Dans la version arcade originale, le voleur s'appelle Lupin, en référence à Lupin III, célèbre dans la culture populaire japonaise, lui-même nommé d'après le personnage d'Arsène Lupin de Maurice Leblanc sans l'accord des ayants droit. Afin d'éviter tout problème de droit d'auteur, Mattel choisit de retirer complètement le nom du personnage principal.

## Adaptations et rééditions
La version originale de Lock 'n' Chase est présente dans la compilation Data East Arcade Classics (en) sortie sur Wii en 2010, ainsi que sur le PlayStation Network.
La version Game Boy est sortie sur la console virtuelle de la Nintendo 3DS.